# Bingham, Nottinghamshire
Bingham este un oraș în comitatul Nottinghamshire, regiunea East Midlands, Anglia. Orașul se află în districtul Rushcliffe. 